# インラインアセンブラ
インラインアセンブラ（英: inline assembler）は、主にC言語やC++などで書かれたプログラムの中にアセンブリ言語によるプログラムを埋め込むことができるようにする、コンパイラの機能である。

## 概要
コンパイラの一機能を指しており、高水準言語で書かれたソースコードに埋めこまれたアセンブリ言語によるコードも機械語に変換する機能のこと。
この機能があれば、アセンブリ言語で書かれたコードをわざわざ別途アセンブラでアセンブル（機械語に変換）してリンクするという手間が省ける。特定のプロセッサが持つ特殊な拡張命令も使えるというメリットや、高速化が図れるなどのメリットがある。
一方デメリットとして、機種に強く依存したアセンブリ言語のコードをソースコードに含んでしまうことになるため、C言語などの高級言語の強みであるソースレベル互換性が低下する。
インラインアセンブラを利用する目的には次のようなものがある。
最適化
アルゴリズムで最も性能に影響する部分をアセンブリ言語に置き換える。これによりプログラマはコンパイラの制約を受けることなく自由に細工を施すことができる。
プロセッサ固有の特殊な命令の利用
コンペア・アンド・スワップやテスト・アンド・セットのような、セマフォやロックを実装するための命令があるプロセッサがあるが、それらの機能を言語拡張などではなく、インラインアセンブラにより直接簡便に利用できる。他には、SIMD拡張命令など具体的にはSPARCのVIS、インテルのMMXやSSE、モトローラのAltivecといった命令はコンパイラからの有効的利用が難しく（研究はさかんに行われているが）、インラインアセンブラを利用してC言語中から直接利用することで高い性能を実現できることがある。
システムコール
システムコールのAPIは、現代では通常はC言語のライブラリとして定義されているが、上述の特殊な命令と同様にSVC命令などを直接利用して呼び出すためにアセンブリ言語が利用される。

## 最適化の例とプロセッサ固有命令の例
x86のFPUを利用して変数xのタンジェントを計算するD言語で記述されたインラインアセンブラの例。x86系プロセッサで利用可能な円周率の近似値を得るためのfldpi命令を利用でき、コンパイラが浮動小数点を用いた場合より高速である。
```
// 変数xのタンジェントを計算する

real
 
tan
(
real
 
x
)

{

   
asm

   
{

       
fld
     
x
[
EBP
]
                  
;
 
// xをロード

       
fxam
                            
;
 
// 不正な値の検査

       
fstsw
   
AX
                      
;

       
sahf
                            
;

       
jc
      
trigerr
                 
;
 
// xはNAN(非数)、無限、または空

                                         
// 387は非正規化数を扱えない

SC18
:
  
fptan
                           
;

       
fstp
    
ST
(
0
)
                   
;
 
// dump X, which is always 1

       
fstsw
   
AX
                      
;

       
sahf
                            
;

       
jnp
     
Lret
                    
;
 
// C2 = 1 (xは範囲外)

       
// argument reductionしてxを有効範囲内に収める

       
fldpi
                           
;

       
fxch
                            
;

SC17
:
  
fprem1
                          
;

       
fstsw
   
AX
                      
;

       
sahf
                            
;

       
jp
      
SC17
                    
;

       
fstp
    
ST
(
1
)
                   
;
 
// piをスタックから除去

       
jmp
     
SC18
                    
;

   
}

trigerr
:

   
return
 
real
.
nan
;

Lret
:

   
;

}

```

## システムコールの例
メモリが保護されている環境でOSの機能を直接呼び出すことは一般的に不可能である。OSはユーザーモードより上位の特権モード(カーネルモード)で動作しており、OSにリクエストするためには（ソフトウェア）割り込みを利用する。これを行う機能をもつ高級言語はほとんどなく、システムコールのためのラッパー関数はインラインアセンブラを用いて記述されている。
下記のC言語によるサンプルにはシステムコールのラッパーも含まれる。一般的にはマクロと組み合わせて記述するが、ここでは説明のためにあえてマクロを利用していない。
基本的なインラインアセンブラの形式は非常に単純である。基本形は下記のとおり(GCCのみ、Visual Studio では __asm{ }の形式に直す必要がある)。
```
asm
(
"アセンブリコード"
);

```

例:
```
asm
(
"movl %ecx, %eax"
);
 
/* ecxの中身をeaxに移動する */

```

または
```
__asm__
(
"movb %bh, (%eax)"
);
 
/* bhから1バイトをeaxが指し示すメモリに移動する */

```

asmと__asm__はいずれも正しい。もしasmというキーワードがソースコード中のほかのキーワードと重複している場合は__asm__を利用してもよい。
```
extern
 
int
 
errno
;

int
 
funcname
(
int
 
arg1
,
 
int
 
*
arg2
,
 
int
 
arg3
)

{

  
int
 
res
;

  
__asm__
 
volatile
(

    
"int $0x80"
        
/* OSに命令を発行する */

    
:
 
"=a"
 
(
res
)
       
/* eaxの中身("a")を結果として返す */

      
"+b"
 
(
arg1
),
     
/* arg1をebxに渡す ("b") */

      
"+c"
 
(
arg2
),
     
/* arg2をecxに渡す ("c") */

      
"+d"
 
(
arg3
)
      
/* arg3をedxに渡す ("d") */

    
:
 
"a"
  
(
128
)
       
/* システムコール番号をeaxに渡す ("a") */

    
:
 
"memory"
,
 
"cc"
);
 
/* メモリと条件レジスタが修正されたことをコンパイラに通知する */

  
/* エラーが発生した場合、OSは負数を返す。

   * エラーが発生するとラッパー関数は-1を返し、グローバル変数errnoに値をセットする */

  
if
 
(
-125
 
<=
 
res
 
&&
 
res
 
<
 
0
)
 
{

    
errno
 
=
 
-
res
;

    
res
   
=
 
-1
;

  
}
  

  
return
 
res
;

}

```

## 注
1. 1 2  IT用語辞典バイナリ【インラインアセンブラ】
2. ↑  GCCはそれらをサポートする組込み関数を持っている（ https://gcc.gnu.org/onlinedocs/gcc/_005f_005fatomic-Builtins.html ）